# Tilli-Hanum Planitia
Tilli-Hanum Planitia is een laagvlakte op de planeet Venus. Tilli-Hanum Planitia werd in 1997 genoemd naar Tilli-Hanum, heldin uit het Azerbeidzjaans epos Ker-ogly.
De laagvlakte heeft een diameter van 2300 kilometer en bevindt zich in de quadrangles Meskhent Tessera (V-3) en Atalanta Planitia (V-4).